# 竹野栄
竹野 栄（たけの さかえ、1922年4月27日 - 没年不明）は、日本の児童文学作家、教育者。

## 経歴
北海道奥尻島出身。北海道第二師範学校（現在の北海道教育大学）、國學院大學卒業。
師範学校在学中に素話を行った際に、自作の童話を使って行いたいと考えたことがきっかけで児童文学を志す。1961年から石森延男に師事し、児童文学を執筆し始める。1963年に『ブチよしっかり渡れ』で第4回講談社児童文学作品を受賞し、デビュー。
大学卒業後の約40年間、北海道や東京で小学校教諭を勤めていた体験を生かし、数々の児童文学作品を発表する。教師や校長先生たちと子供たちとの交流を題材とした、明るくのびのびとした作品が多い。その一方で、小学校低学年を対象にした国語や生活科に関連した絵本や、児童向けのノンフィクションの執筆も多く手掛ける。また、児童を対象にした作品だけでなく、教育者としての視点から執筆した大人向けのノンフィクションも執筆している。日本児童文芸家協会理事長を務めた。

## 作品

### 児童向け作品

#### フィクション
- 『ブチよしっかりわたれ』（講談社） 1964年
- 『わんぱくテッちゃん』（理論社） 1971年
- 『でもね、せんせい』（フレーベル館） 1973年、のち改訂版 1991年
- 『先生もいくんか』（フレーベル館） 1975年
- 『タイチととうげのなかまたち』（小峰書店） 1979年
- 『こうちょうせんせいなにしているの』（フレーベル館） 1980年
- 『たいやきたべたいな』（太平出版社） 1980年
- 『校長先生のわすれもの』（太平出版社） 1980年
- 『たっちゃんのめんせつ』（太平出版社） 1981年
- 『はぐれ子グマのサツキ』（太平出版社） 1983年
- 『トトちゃんの心は北の海』（旺文社） 1986年
- 『パトカ－に乗ったウミネコ』（旺文社） 1986年
- 『さよならピーコ』（旺文社） 1987年
- 『なわとびカードがとんだ』（フレーベル館） 1988年
- 『友情は海をこえて』（金の星社） 1991年
- 『おじいちゃんは兵隊だった』（旺文社） 1995年
- 『そらにかえれピーコ（チャイルド本社） 2000年

#### 共著
- 「わくわくせいかつか」シリーズ 全12巻（長谷川康男との共著、太平出版社） 1995年 - 1996年
- 「はじめてのこくご」（太平出版社、つくばシリーズ） 1996年

全12巻のうち、第1巻『あいさつ』、第5巻『もじ』、第6巻『は・を・へ』を執筆している。

#### ノンクション
- 『白鳥の帰る湖』（旺文社） 1981年
- 『あべくらさんの動物病院』（旺文社） 1983年
- 『ひげ先生と森の動物たち』（旺文社） 1991年

### 教育書
- 『子ども・学校とお母さん』（近代文芸社） 1996年
- 『それでも学校はある（文芸社） 2000年